# ルミネス
『ルミネス』（Lumines）は、水口哲也プロデュースの落ち物パズルゲーム、及びシリーズ名。キャッチフレーズは、「音と光の電飾パズル」。

## ゲーム内容
次々に画面上方から落下してくる暗色と明色の2色からなる正方形のブロックを、同じ色のブロックで2×2ブロック以上のサイズの四角形（長方形または正方形）を作成することが目的。ただし、テトリスなどと違い、四角形を作成しただけでは消えず、画面上を左から右へと一定時間ごとにスライドしていく「タイムライン」が通過して初めて消えるようになっている。そしてタイムラインが一周する間に一定以上のブロックを消すと、通常よりも高得点が得られる。ブロックを次々と消していき、プレイ時間を持続させることでゲームが進行し、ブロックを消せずに画面上部までブロックが積みあがるとゲームオーバーとなる。
本シリーズで特徴的なのは、ステージごとにBGM兼効果音・ブロック・背景をセットにした「スキン」が個別に用意されていることである。ゲームの進行に合わせてプレイヤーはいくつものスキンのもとでプレイすることになる。さらに水口の提唱する「シネスタシア理論」は本作にも適用されており、プレイによってBGMと効果音による音楽が構成され、ゲームプレイの視覚とシンクロしていく様を楽しむことができ、ユーザーはまるで曲を演奏しているかのような錯覚を得ることが出来る。
2018年5月時点で、家庭用ゲーム機でのシリーズ累計販売本数が250万本に達している。

## ルミネス
『ルミネス』（Lumines: Puzzle Fusion）は、Q ENTERTAINMENTが開発し、バンダイよりPlayStation Portable本体と同日の2004年12月12日に発売されたシリーズ第一作目。
BGMには、大沢伸一ソロプロジェクトMONDO GROSSOと、信近エリの楽曲を採用している。
第一作では40種類のスキンを収録している。体験版では、4種のスキンで遊ぶことができる。

## ルミネスモバイル
『ルミネスモバイル』は、フィーチャーフォン向けのシリーズ作品。EZアプリで2006年6月に、iアプリで2006年12月に、S!アプリで2007年4月に配信された。買い切り型ではなく、月ごとに料金を支払う定額制をとっている。
EZアプリ版限定のコラボレーションとして、レミオロメンの楽曲やみずしな孝之の書き描ろし背景画像の配信が行われた。

## ルミネスII
『ルミネスII』（Lumines II）は、2006年11月にアメリカで先行発売され、2007年2月15日に日本で発売されたPlayStation Portable用ゲームソフト。
100種類以上のスキンを収録している。前作との最大の違いはスキン背景にプロモーションビデオを採用した点である。また、グウェン・ステファニー、ブラック・アイド・ピーズ等、多くの海外アーティストが楽曲を提供している。なお、日本版ではDef TechとRIZEが、海外版ではケミカル・ブラザーズ、ミッシー・エリオット、ベック、ニュー・オーダー、ファットボーイ・スリムがそれぞれ提供している。一方でこの仕様変更により、本作のPVスキンのみ音楽の進行がプレイ状況とは無関係になっている。
この作品において、水口は自ら元気ロケッツをプロデュース、「Heavenly Star」を提供している。この曲は2006年9月にアメリカで発表された後、多くの反響を呼んだ。

## LUMINES LIVE!
『LUMINES LIVE!』（ルミネスライブ!）は、欧州で2006年10月18日（日本では2007年3月7日）にXbox 360向けに配信された、Xbox Live Arcade専用タイトル。Xbox Liveを利用した通信対戦を行うことができ、音源は5.1chサラウンドに対応している。

## ルミネス スーパーノヴァ
『ルミネス スーパーノヴァ』（Lumines Supernova）は、日本では2008年12月18日にPlayStation 3のPlayStation Networkにて配信されたゲームソフト。

## ルミネス - Touch Fusion
『ルミネス - Touch Fusion』は、2009年9月に配信開始されたiOS用ゲームソフト。2011年9月9日には、GMOゲームセンターが運営するプラットフォーム「Gゲー」にてAndroid版『ルミネス Touch Fusion for Gゲー』が配信された。
本作では、ブロックをタッチして移動や回転を行う。

## ルミネス エレクトロニック シンフォニー
『ルミネス エレクトロニック シンフォニー』（Lumines: Electronic Symphony）は、日本では2012年4月19日に発売されたPlayStation Vita用ゲームソフト。
本作ではPSNを用いた、巨大なブロックを協力して消していく「WORLD BLOCK」が搭載されている。

## LUMINES パズル&ミュージック
『LUMINES パズル&ミュージック』（Lumines: Puzzle & Music）は、日本では2016年7月19日にスマートフォン向けに配信されたゲームアプリ。

## ルミネス リマスター
『ルミネス リマスター』（Lumines Remastered）は、水口が代表を務めるEnhance Gamesより2018年6月26日に配信されたSteam、PlayStation 4、Xbox One、Nintendo Switch用ゲームソフト。初代ルミネスのリマスター版で、収録スキンの楽曲も初代版とほぼ同一。

## 評価
- USA Today 2005年「The best game for PSP」選出[8]
- Spike Video Game Awards（英語版） 2005 「Best Handheld Game」受賞[9]